# Tipula (Lunatipula) melpomene
Tipula (Lunatipula) melpomene is een tweevleugelige uit de familie langpootmuggen (Tipulidae). De soort komt voor in het Palearctisch gebied.